# Геррико, Игнасио
Игнасио Геррико (исп. Ignacio Guerrico; род. 9 июля 1998 год, Ла-Плата, Аргентина) — аргентинский футболист, защитник клуба «Альдосиви».

## Клубная карьера
Игнасио Геррико начинал футбольную карьеру в академии футбольного клуба «АДИП» и первые матчи провел в четвертом дивизионе Аргентины. В 2018 году футболист пополнил ряды «Вилла Сан Карлос». В сезоне 2018/19 его команда добилась повышения. Таким образом, 26 августа 2019 года Игнасио дебютировал в Примере Б в матче с клубом «Сан-Мигель».
19 января 2021 года было объявлено, что Игнасио Геррико продолжит карьеру в словенской Первой лиге в клубе «Марибор».